# Balonmano playa en los Juegos Mundiales de 2025
La competición de balonmano playa de los Juegos Mundiales de 2025 está prevista del 7 al 12 de agosto de 2025 en Chengdu (China), en el lago Xinglong.

## Calificación inicial
Un total de dieciséis equipos (ocho femeninos y otros tantos masculinos) se clasificaron para los torneos.
| Evento                            | Ubicación                         | Fechas                            | Total de plazas                   | Selecciones calificadas                                                                                                 |
| Competición masculina - 8 equipos | Competición masculina - 8 equipos | Competición masculina - 8 equipos | Competición masculina - 8 equipos | Competición masculina - 8 equipos                                                                                       |
| --------------------------------- | --------------------------------- | --------------------------------- | --------------------------------- | --- |
| nación anfitriona                 |                                   |                                   | 1                                 | China (CHN) |
| Campeonato del Mundo 2024         | Pingtan                           | 18–23 de junio de 2024            | 7                                 | Croacia (CRO) · Portugal (POR) · Alemania (GER) · Brasil (BRA) · Dinamarca (DEN) · Túnez (TUN) · España (ESP)           |
| Competición femenina – 8 equipos  |                                   |                                   |                                   | |
| nación anfitriona                 |                                   |                                   | 1                                 | China (CHN) |
| Campeonato del Mundo 2024         | Pingtan                           | 18–23 de junio de 2024            | 7                                 | Alemania (GER) · Argentina (ARG) · Países Bajos (NED) · Dinamarca (DEN) · Vietnam (VIE) · España (ESP) · Portugal (POR) |

## Torneo Femenino

### Grupo A Ronda preliminar
| Pos    | Equipo    | J | G | P | SF | SC | DS | Pts |
| ------ | --------- | - | - | - | -- | -- | -- | --- |
| 1      | Dinamarca | 3 | 2 | 1 | 4  | 2  | 2  | 4   |
| 2      | Alemania  | 3 | 2 | 1 | 4  | 2  | 2  | 4   |
| 3      | España    | 3 | 2 | 1 | 4  | 3  | 1  | 4   |
| 4      | Vietnam   | 3 | 1 | 2 | 3  | 4  | -1 | 2   |
| Fuente |           |   |   |   |    |    |    |     |

| Equipo 1            | Puntaje             | Equipo 2            |
| 7 de agosto de 2025 | 7 de agosto de 2025 | 7 de agosto de 2025 |
| 11:40               | 11:40               | 11:40               |
| ------------------- | ------------------- | ------------------- |
| Dinamarca           | 2-0                 | Vietnam             |
| Alemania            | 2-0                 | España              |
| 8 de agosto de 2025 |                     |                     |
| 15:30               |                     |                     |
| España              | 2-0                 | Dinamarca           |
| Vietnam             | 2-0                 | Alemania            |
| 9 de agosto de 2025 |                     |                     |
| 09:10               |                     |                     |
| España              | 2-1                 | Vietnam             |
| Alemania            | 2-0                 | Dinamarca           |

### Grupo B Ronda preliminar
| Pos    | Equipo    | J | G | P | SF | SC | DS | Pts |
| ------ | --------- | - | - | - | -- | -- | -- | --- |
| 1      | Argentina |   | 3 | 0 | 6  | 0  | +6 | 6   |
| 2      | Portugal  |   | 1 | 2 | 2  | 4  | -2 | 2   |
| 3      | Croacia   |   | 1 | 2 | 3  | 4  | -1 | 2   |
| 4      | China     |   | 1 | 2 | 2  | 5  | -3 | 2   |
| Fuente |           |   |   |   |    |    |    |     |

| Equipo 1            | Puntaje             | Equipo 2            |
| 7 de agosto de 2025 | 7 de agosto de 2025 | 7 de agosto de 2025 |
| 10:30               | 10:30               | 10:30               |
| ------------------- | ------------------- | ------------------- |
| China               | 2-1                 | Croacia             |
| Argentina           | 2-0                 | Portugal            |
| 8 de agosto de 2025 |                     |                     |
| 17:10               |                     |                     |
| Portugal            | 2-0                 | China               |
| Croacia             | 0-2                 | Argentina           |
| 9 de agosto de 2025 |                     |                     |
| 15:30               |                     |                     |
| Argentina           | 2-0                 | China               |
| Portugal            | 0-2                 | Croacia             |

### Cuadro final
Se juega en cuartos, semifinales, final y partido por el tercer y cuarto puesto, además de partidos para saber quien queda del 5.º al 8.º
|  | Cuartos de final | Cuartos de final |           |           | Semifinales  | Semifinales  |  |  | Final | Final |
|  |                  |                  |           |           |              |              |  |  |       |       |
|  |                  |                  |           |           |              |              |  |  |       |       |
|  |                  |                  |           |           |              |              |  |  |       |       |
|  | Argentina        | 2                |           |           |              |              |  |  |       |       |
|  | Argentina        | 2                |           |           |              |              |  |  |       |       |
|  | Vietnam          | 0                |           |           |              |              |  |  |       |       |
|  | Vietnam          | 0                | Argentina | 2         |              |              |  |  |       |       |
|  |                  |                  | Argentina | 2         |              |              |  |  |       |       |
|  |                  | España           | 1         |           |              |              |  |  |       |       |
|  | España           | España           | 1         | 2         |              |              |  |  |       |       |
|  | España           |                  |           | 2         |              |              |  |  |       |       |
|  | Portugal         | 0                |           |           |              |              |  |  |       |       |
|  | Portugal         | 0                | Argentina | 2         |              |              |  |  |       |       |
|  |                  |                  | Argentina | 2         |              |              |  |  |       |       |
|  |                  | Alemania         | 1         |           |              |              |  |  |       |       |
|  | Alemania         | Alemania         | 1         | 2         |              |              |  |  |       |       |
|  | Alemania         |                  |           | 2         |              |              |  |  |       |       |
|  | China            | 0                |           |           |              |              |  |  |       |       |
|  | China            | 0                | Alemania  | 2         | Tercer lugar | Tercer lugar |  |  |       |       |
|  |                  |                  | Alemania  | 2         |              |              |  |  |       |       |
|  |                  | Dinamarca        | 1         |           |              |              |  |  |       |       |
|  | Croacia          | Dinamarca        | 1         | 0         | España       | 2            |  |  |       |       |
|  | Croacia          |                  |           | 0         | España       | 2            |  |  |       |       |
|  | Dinamarca        | 2                |           | Dinamarca | 0            |              |  |  |       |       |
|  | Dinamarca        | 2                |           |           | 0            |              |  |  |       |       |
|  |                  |                  |           |           |              |              |  |  |       |       |
|  |                  |                  |           |           |              |              |  |  |       |       |

## Torneo masculino

### Grupo A Ronda preliminar
| Pos | Equipo   | J | G | P | SF | SC | DS | Pts |
| --- | -------- | - | - | - | -- | -- | -- | --- |
| 1   | Brasil   | 3 | 3 | 0 | 6  | 1  | +5 | 6   |
| 2   | Portugal | 3 | 2 | 1 | 5  | 3  | +2 | 4   |
| 3   | Alemania | 3 | 1 | 2 | 4  | 6  | -2 | 2   |
| 4   | Croacia  | 3 | 0 | 3 | 1  | 6  | -5 | 0   |

| Equipo 1            | Puntaje             | Equipo 2            |
| 7 de agosto de 2025 | 7 de agosto de 2025 | 7 de agosto de 2025 |
| 10:50               | 10:50               | 10:50               |
| ------------------- | ------------------- | ------------------- |
| Alemania            | 2-1                 | Croacia             |
| Portugal            | 1-2                 | Brasil              |
| 8 de agosto de 2025 |                     |                     |
| 18:00               |                     |                     |
| Brasil              | 2-0                 | Croacia             |
| Alemania            | 1-2                 | Portugal            |
| 9 de agosto de 2025 |                     |                     |
| 16:20               |                     |                     |
| Croacia             | 0-2                 | Portugal            |
| Alemania            | 1-2                 | Brasil              |

### Grupo B Ronda preliminar
| Pos | Equipo    | J | G | P | SF | SC | DS | Pts |
| --- | --------- | - | - | - | -- | -- | -- | --- |
| 1   | España    | 3 | 3 | 0 | 6  | 1  | +5 | 6   |
| 2   | Dinamarca | 3 | 2 | 1 | 5  | 2  | +3 | 4   |
| 3   | Túnez     | 3 | 1 | 2 | 2  | 6  | -4 | 2   |
| 4   | China     | 3 | 0 | 3 | 0  | 6  | -6 | 0   |

| Equipo 1            | Puntaje             | Equipo 2            |
| 7 de agosto de 2025 | 7 de agosto de 2025 | 7 de agosto de 2025 |
| 12:30               | 12:30               | 12:30               |
| ------------------- | ------------------- | ------------------- |
| China               | 0-2                 | Túnez               |
| Dinamarca           | 1-2                 | España              |
| 8 de agosto de 2025 |                     |                     |
| 16:20               |                     |                     |
| España              | 2-0                 | China               |
| Túnez               | 0-2                 | Dinamarca           |
| 9 de agosto de 2025 |                     |                     |
| 18:00               |                     |                     |
| Dinamarca           | 2-0                 | China               |
| España              | 2-0                 | Túnez               |

### Cuadro final
Se juega en cuartos, semifinales, final y partido por el tercer y cuarto puesto, además de partidos para saber quien queda del 5.º al 8.º
|  | Cuartos de final | Cuartos de final |          |        | Semifinales  | Semifinales  |  |  | Final | Final |
|  |                  |                  |          |        |              |              |  |  |       |       |
|  |                  |                  |          |        |              |              |  |  |       |       |
|  |                  |                  |          |        |              |              |  |  |       |       |
|  | España           | 2                |          |        |              |              |  |  |       |       |
|  | España           | 2                |          |        |              |              |  |  |       |       |
|  | Croacia          | 0                |          |        |              |              |  |  |       |       |
|  | Croacia          | 0                | España   | 1      |              |              |  |  |       |       |
|  |                  |                  | España   | 1      |              |              |  |  |       |       |
|  |                  | Portugal         | 2        |        |              |              |  |  |       |       |
|  | Portugal         | Portugal         | 2        | 2      |              |              |  |  |       |       |
|  | Portugal         |                  |          | 2      |              |              |  |  |       |       |
|  | Túnez            | 1                |          |        |              |              |  |  |       |       |
|  | Túnez            | 1                | Portugal | 1      |              |              |  |  |       |       |
|  |                  |                  | Portugal | 1      |              |              |  |  |       |       |
|  |                  | Alemania         | 2        |        |              |              |  |  |       |       |
|  | Brasil           | Alemania         | 2        | 2      |              |              |  |  |       |       |
|  | Brasil           |                  |          | 2      |              |              |  |  |       |       |
|  | China            | 0                |          |        |              |              |  |  |       |       |
|  | China            | 0                | Brasil   | 1      | Tercer lugar | Tercer lugar |  |  |       |       |
|  |                  |                  | Brasil   | 1      |              |              |  |  |       |       |
|  |                  | Alemania         | 2        |        |              |              |  |  |       |       |
|  | Dinamarca        | Alemania         | 2        | 1      | España       | 1            |  |  |       |       |
|  | Dinamarca        |                  |          | 1      | España       | 1            |  |  |       |       |
|  | Alemania         | 2                |          | Brasil | 2            |              |  |  |       |       |
|  | Alemania         | 2                |          |        | 2            |              |  |  |       |       |
|  |                  |                  |          |        |              |              |  |  |       |       |
|  |                  |                  |          |        |              |              |  |  |       |       |

## Medallistas
| Evento           | Oro       | Plata    | Bronce |
| ---------------- | --------- | -------- | ------ |
| Torneo femenino  | Argentina | Alemania | España |
| Torneo masculino | Alemania  | Portugal | Brasil |

### Medallistas femeninos
| Medalla de oro, Juegos Olímpicos | Medalla de plata, Juegos Olímpicos | Medalla de bronce, Juegos Olímpicos |
| --- | --- | --- |
| Argentina | Alemania | España |
| - Alma Jazmín Molina - Camila Agostina Arcajo - Fiorella Corimberto - Gisella Julieta Bonomi - Giuliana Gamba - Luciana Antonella Scordamaglia - Lucila Candela Balsas - María Constanza Suárez - María Florencia Gallo - Zoe Turnes | - Amelie Möllmann - Belen Gettwart - Emma Pilz - Isabel Kattner - Julia Drachsler - Kirsten Sophie Walter - Lena Klinger - Lucia Marie Kretzschmar - Nele Kurzke - Pauline Borrmann | - Patricia Encinas - Miriam Sempere Agulló - Mireia Torras Parera - María Trujillo Arteaga - Violeta González Poudereux - Alba Díaz González - Jimena Laguna Contreras - Mariam González Llambrich - María Asunción Batista - Gemma del Pilar Sánchez |

### Medallistas masculinos
| Medalla de oro, Juegos Olímpicos | Medalla de plata, Juegos Olímpicos | Medalla de bronce, Juegos Olímpicos |
| --- | --- | --- |
| Alemania | Portugal | Brasil |
| - Hendrik Prahst - Jannis Herr - Lars Zelser - Lennart Liebeck - Lennart Wörmann - Moritz Ebert - Robin John - Severin Henrich - Timo Günther - Tobias Zeyen | - Rodrigo Gomes - Rio Rodrigues - Simao Santos - Tiago Costa - Francisco Santos - Jose Silva - Jose Rebelo - Miguel Ribeiro - Diogo Ferreira - Ricardo Castro | - André Luís Simões de Oliveira - Bruno Carlos de Oliveira - Cristiana Seben Rossa - Gustavo Morais Pereira - Hugo Fernandes da Silva - Marcelo Tuller Moreira Machado - Nailson de Sousa do Amaral - Pedro Costa Maia Da Silva - Rai Goncalves - Renan Pinheiro Carvalho |